# Marcin Giełzak
Marcin Giełzak (ur. 14 października 1987) – polski publicysta i podkaster, historyk, przedsiębiorca, popularyzator finansowania społecznościowego jako kapitalizmu dla mas.

## Życiorys
Pochodzi z Łodzi. Jest absolwentem historii i zarządzania na Uniwersytecie Łódzkim. 
Zaczynał karierę od prowadzenia kampanii w mediach społecznościowych. W 2014 ogłosił nakładem poznańskiego wydawnictwa Nauka i Informacje książkę Antykomuniści lewicy. Lidia i Adam Ciołkoszowie jako historycy socjalizmu polskiego, współfinansowaną przez Ministerstwo Nauki i Szkolnictwa Wyższego. W 2015 opublikował z Bartoszem Filipem Malinowskim (absolwentem stosunków międzynarodowych i dziennikarstwa UŁ, dziennikarzem „Studia Opinii” Stefana Bratkowskiego i „Liberté!”, konsultantem NATO Strategic Communications w zakresie międzynarodowej współpracy ze środowiskiem naukowym) Crowdfunding. Zrealizuj swój pomysł ze wsparciem cyfrowego tłumu (wyd. Helion). W tym samym roku założył z Malinowskim fundację We the Crowd, w której zajmował stanowisko wiceprezesa do jej likwidacji w 2019, a także z Malinowskim i Łukaszem Małeckim spółkę MGM HR Solutions działającą pod marką ShareHire, w której sprawował do 2021 funkcję wiceprezesa. Pierwszym klientem społecznościowej platformy rekrutacyjnej ShareHire był w tym samym roku startup bankowy Alior Bank, który skorzystał z usługi do obsadzenia nowo utworzonych placówek we wszystkich województwach. Jako dostawca usług dla wielkich banków, firm wielkiej czwórki i korporacji Giełzak włączył się do dyplomacji gospodarczej. W 2018 przygotował z innymi autorami Polski model gościnności. Podręcznik szkoleniowy dla Fundacji Republikańskiej przy wsparciu Funduszu Inicjatyw Obywatelskich. W lutym 2021 Giełzak odszedł z ShareHire i został menedżerem innowacji w firmie Beesfund S.A. należącej do Arkadiusza Regieca. W 2023 ukazała się w wydawnictwie Theatrum Illuminatum Piotra Napierały jego książka Wieczna lewica. Myśli i aforyzmy.
Od stycznia 2023 współprowadzi z Jakubem Dymkiem podcast „Dwie Lewe Ręce”, komentujący polską i światową politykę, gospodarkę i kulturę z lewicowo-patriotycznej perspektywy. Gośćmi podcastu byli kolejno m.in. Paulina Matysiak, Jacek Bartosiak, Antoni Dudek, Rafał Chwedoruk, Jan Śpiewak, Krzysztof Bosak, Mateusz Morawiecki, Adrian Zandberg, Katarzyna Pełczyńska-Nałęcz, Magdalena Biejat, Maurice Glasman i Szczepan Twardoch. Po rozpoczęciu współpracy z Dymkiem, Giełzak zrezygnował ze stanowiska dyrektora zarządzającego w Beesfund. Wspierał tworzenie od końca 2023 przez sympatyków i darczyńców podcastu Klubów DLR o charakterze dyskusyjno-samokształceniowym, które powstały w 13 województwach lub ich stolicach, a także w Częstochowie, Jeleniej Górze i Berlinie.
W lutym 2024 zarejestrował z Jakubem Dymkiem fundację pod nazwą Centrum Demokracji Społecznej z siedzibą w Łodzi, w której pełni funkcję prezesa. Do celów fundacji należy wypracowywanie „optymalnych i zgodnych z zasadami sprawiedliwości społecznej rozwiązań w sprawach publicznych” i rozwój „socjaldemokratycznego nurtu refleksji politycznej”.
Jest członkiem think tanku i rady Fundacji Ambitna Polska (od jej założenia w 2018), dyrektorem wykonawczym Projektu Konsens Czesława Bieleckiego i wiceprezesem Federacji Organizacji Obywatelskiej. Zasiadał jako przedstawiciel Ministra Kultury i Dziedzictwa Narodowego w Radzie Programowej EC1 Łódź – Miasto Kultury. Współpracownik Fundacji Republikańskiej, publicysta „Polityki”, „Rzeczpospolitej”, „HRnews”, „Krytyki Politycznej”, „Liberte!”, „Mam StartUp”, „Midrasza” „Nowego Marketingu”, „Nowego Obywatela”, magazynu geopolitycznego „Układ Sił” i „Wszystkiego Co Najważniejsze”. Był gościem m.in. programu „Wieczorny Express” i Witolda Jurasza jako ekspert od polityki francuskiej. Współpracował z Polską Agencją Prasową jako ekspert od nowoczesnych technologii i innowacyjnych modelów biznesowych.

## Poglądy
Określa się jako „bezpartyjny PPS-owiec”, „klasyczny radykał”, socjaldemokrata i antykomunista. W eseju dla „Wszystkiego Co Najważniejsze” z 2017 opowiedział się za stworzeniem pozytywnego mitu III Rzeczypospolitej, za koncentracją władzy wykonawczej i jednoizbowym parlamentem, za nadaniem instytucjom państwowym bardziej republikańskiego charakteru, za asymilacją polityczną mniejszości ukraińskiej i za wypracowaniem „na nowo trzeciej drogi społeczno-ekonomicznej” na bazie programu Samorządnej Rzeczypospolitej Bronisława Geremka z 1981. W 2020 wyraził przekonanie, że „w warunkach polskich lewica albo będzie patriotyczna, albo nie będzie jej wcale”. 
W 2021 przyznał, że jego zaangażowanie w „rewolucję społecznościową”, opartą na koncepcjach demokracji elektronicznej, prosumenta i bystrego tłumu, ewoluowało do formy, która uwzględnia potrzebę regulacji instytucjonalnej. Jako cel popularyzowanego przez siebie społecznościowego finansowania udziałowego wskazał wytworzenie „ludowego kapitalizmu”, który polegałby na upowszechnieniu mikroinwestycji oraz własności prywatnej akcji i udziałów w społeczeństwie masowym.

## Wyróżnienia
- 2012: wyróżnienie w konkursie im. Władysława Pobóg-Malinowskiego za najlepszy debiut historyczny roku w zakresie historii najnowszej przyznane przez Instytut Pamięci Narodowej za pracę „Antykomuniści lewicy. Lidia i Adam Ciołkoszowie jako historycy socjalizmu polskiego”[56].
- 2014: wyróżnienie w 5. edycji konkursu Forum Odpowiedzialnego Biznesu „Pióro odpowiedzialności” w kategorii „artykuł prasowy – media elektroniczne” za artykuł „Pepsi Refresh: przeszłość i przyszłość pewnego złudzenia”[57].
- 2015: nagroda dla ShareHire w konkursie „Mam Pomysł na Biznes” przyznana przez łódzką filię Accenture, łódzki oddział akceleratora biznesu Business Link[d] oraz Uniwersytet Łódzki[66].
- Odznaka Honorowa za Zasługi dla Rozwoju Gospodarki Rzeczypospolitej Polskiej (2023)[67].
- 2024: nagroda Diament Patronite 2024 w kategorii: Podcast[68] .
- 2024: laureat konkursu Instytutu Dyskursu i Dialogu (INDiD) „Dobry Dziennikarz” w kategorii: Nowe Media za wywiad „Zbigniew Parafianowicz vs. Dwie Lewe Ręce: Czy Ukraina ma przyszłość na Zachodzie?” (wraz z Jakubem Dymkiem)[69][70].
- 2024: nagroda publiczności Konkursu im. redaktora Janusza Majki „Podcast roku” 2024 za podcast „Dwie Lewe Ręce” (wraz z Jakubem Dymkiem)[71].

## Publikacje
- Antykomuniści lewicy. Lidia i Adam Ciołkoszowie jako historycy socjalizmu polskiego, Wydawnictwo Nauka i Innowacje, 2014, ISBN 978-83-63795-65-8.
- Crowdfunding. Zrealizuj swój pomysł ze wsparciem cyfrowego tłumu, Onepress, Gliwice: Wydawnictwo Helion, 2015, ISBN 978-83-283-0341-6 (współautor: Bartosz Filip Malinowski).
- Polski model gościnności, Fundacja Republikańska, listopad 2018 (współautorzy: Olga Groszek, Michał Kmieć, Teodor Sobczak, Artur Wywigacz)[43].
- Nowe modele finansowania kultury, Fundacja Ambitna Polska, 2020, ISBN 978-83-954304-3-5 (współautorzy: Janusz Wdzięczak, Natalia Piórczyńska, Krzysztof Maj, Paweł Wasilewski).
- „Alternatywa socjalistyczna” czy „jedność narodowa”? U źródeł sporu Adama Ciołkosza i Zygmunta Zaremby o przywództwo w emigracyjnej PPS, [w:] O niepodległość i socjalizm. Studia i szkice z dziejów Polskiej Partii Socjalistycznej, red. Kamil Piskała i Maciej Żuczkowski, Warszawa: Instytut Pamięci Narodowej – Komisja Ścigania Zbrodni przeciwko Narodowi Polskiemu, 2020, ISBN 978-83-8098-332-8.
- Wieczna lewica, Poznań: Wydawnictwo Theatrum Illuminatum, 2023, ISBN 978-83-966783-4-8; wydanie II poprawione, Warszawa: Wydawnictwo Prześwity, 2024, ISBN 978-83-8175-683-9.